# Хилс енд Дејлс (Охајо)
Хилс енд Дејлс (енгл. Hills and Dales) je град у америчкој савезној држави Охајо.

## Демографија
По попису из 2010. године број становника је 221, што је 39 (-15,0%) становника мање него 2000. године.
| Група             | 2000.       | 2010.       |
| Белци             | 248 (95,4%) | 199 (90,0%) |
| Афроамериканци    | 1 (0,4%)    | 0 (0,0%)    |
| Азијати           | 8 (3,1%)    | 14 (6,3%)   |
| Хиспаноамериканци | 2 (0,8%)    | 6 (2,7%)    |
| Укупно            | 260         | 221         |